# KNBポップス
KNBポップス（ケイエヌビー・ポップス）は、かつて北日本放送（KNBラジオ）で生放送された洋楽を主体とした音楽番組。パーソナリティーは相本芳彦。１９９６年から２０００年までは渡辺一宏。

## 復活
2008年7月にローソンとのタイアップで『KNBポップス2008』として復活。放送時間は平日8:35 - 8:40（『とれたてワイド朝生!』内）の5分間。
開始当初は富山県内のローソンの全店舗でリクエスト専用用紙とプレゼント発送用の専用ハガキが配られ、リクエスト用紙にラジオネームの記入と、アーティストを選択して、店舗に設置された応募ボックスで応募できた。リクエスト用紙と応募ハガキには当選ナンバーが記載されており、ホームページで記載された当選ナンバーと一致するとローソン特製QUOカードがプレゼントされた。
当初は7月から9月までの3か月限定の番組だったが、人気が出たためレギュラー化した。2009年になると西暦が外れ『KNBポップス』のみになった。同時にリクエストも専用のメールアドレスでリクエストが可能になった。2009年に終了。